# Dráusio Luis Salla Gil
Dráusio Luis Salla Gil (Campinas, 21 de agosto de 1991), conhecido por Dráusio, é um ex-futebolista brasileiro que atuava como zagueiro.

## Carreira
Com passagens pelas categorias de base de Ponte Preta, Sporting e Guarani, Dráusio atuou em 2012 no Bonsucesso, do Rio de Janeiro, e chegou no Paulista em dezembro de 2012 para um período de avaliação na pré-temporada. Foram dez jogos como titular do clube no Campeonato Paulista de 2013, sendo uma delas, a vitória de 3x1 sobre o Santos, onde se destacou ao anular a maioria das ações ofensivas de Neymar, chamando então a atenção da mídia e de grandes clubes.

### Atlético Paranaense
Em 24 de abril de 2013, o Atlético Paranaense anunciou a contratação de Dráusio. O jogador passou a maioria da temporada em 2013 no banco de reservas, mas ganhou algumas oportunidades em 2014 na disputa da Libertadores e no Brasileirão, com destaque para o gol marcado contra o Grêmio na vitória por 1x0 na primeira rodada. 

### Joinville
Em Janeiro de 2015, foi emprestado pelo Atlético-PR para o Joinville. Após uma momentânea reviravolta, o empréstimo havia sido cancelado por divergência de pagamento entre os clubes, sendo acertado poucos dias depois.

### Red Bull Brasil
Em Janeiro de 2016, foi emprestado ao Red Bull Brasil, com duração até o dia 15 de maio, para disputa do Paulistão 2016.

### Catânia
Em Agosto de 2016, é anunciado pelo Calcio Catânia. O clube adquiriu os direitos do jogador em definitivo, com duração de contrato até 30 de junho de 2018. Após 10 meses, em Maio de 2017, Dráusio anunciou através de suas redes sociais o seu desligamento do clube italiano, após ter sido ameaçado por cerca de 30 torcedores enquanto jantava com sua família.

### Marítimo
Em Agosto de 2017, assinou contrato por três anos com o Marítimo.